# Gitanopsis squamosa
Gitanopsis squamosa is een vlokreeftensoort uit de familie van de Amphilochidae. De wetenschappelijke naam van de soort is voor het eerst geldig gepubliceerd in 1880 door Thomson.